# مارتن بيمبرتون
مارتن بيمبرتون (بالإنجليزية: Martin Pemberton)‏ هو لاعب كرة قدم بريطاني، ولد في 1 فبراير 1976 في برادفورد في المملكة المتحدة. لعب مع أولدهام أثلتيك وستوكبورت كونتي وسكونثورب يونايتد ونادي برادفورد بارك أفنيو ونادي دونكاستر روفرز ونادي روتشديل ونادي مانسفيلد تاون ونادي هارتلبول يونايتد.

## وصلات خارجية
- مارتن بيمبرتون على موقع قاعدة بيانات كرة القدم.إي يو (الإنجليزية)
- مارتن بيمبرتون على موقع Soccerbase.com (لاعب) (الإنجليزية)